# 李燕杰
李燕杰（1930年10月25日—2017年11月16日），男，北京人，中国演讲教育艺术家，青年思想教育工作者，社会活动家。

## 生平
1930年生于北平。1949年2月入华北大学学习。同年参加中国人民解放军。1953年加入中国共产党。先后在中南军区政治部、第四野战军司令部干部部、广州军区干部部工作。1958年9月入北京师范学院中文系学习。毕业后留校任教。1977年参与创办中国第一所民办高校——北京自修大学。其后开始了演讲生涯。足迹遍布世界400多个城市，演讲达3500余场。1986年2月至1996年9月，担任北京师范学院青年教育研究所所长。兼任中共北京市委委员，中华全国总工会第十、十一届执行委员会委员，中国青年思想教育研究中心研究报告员，中华教育艺术家协会副理事长等职。
1996年10月离休。2009年加入中国作家协会。2017年11月16日在北京解放军空军总医院逝世，享年87岁。

## 演讲主题
| 时间           | 演讲主题           |
| -------------- | ------------------ |
| 1977年－1980年 | “粉碎旧的枷锁”     |
| 1981年－1986年 | “塑造美的心灵”     |
| 1987年－1989年 | “发扬拼搏精神”     |
| 1990年－1992年 | “迎接新时代的挑战” |
| 1992年－1995年 | “投身改革大潮”     |
| 1996年－1999年 | “做时代弄潮儿”     |

## 出版物
曾用名李展，笔名毕克非、李捷。著作有《塑造美的心灵》（1982年5月）《铸魂·艺术·魅力》《李燕杰演讲答问录300题》《李燕杰通信集》《思想教育艺术概论》《爱与美的追求》《爱心慧语》《生命在高处》《总有一种方式让你脱颖而出》《走进智慧》等。

## 延伸阅读
- 赵正元. . 广西人民出版社. 1997年. ISBN 7219035373.
- 单保华. . 中国文联出版社. 2007年. ISBN 9787505956827.
- 成杰. . 四川人民出版社. 2017年. ISBN 9787220100697.